# Хитоми Шиматани
Хитоми Шиматани (на японски 島谷 ひとみ Shimatani Hitomi, родена на 4 септември, 1980 в Куре, перфектура Хирошима, Япония) е японска певица. Шиматани започва своята кариера като енка изпълнителка през 1999, а впоследствие се преориентира към поп/денс музиката.

## Профил
От малка Хитоми Шиматани мечтае да стане певица и на седемнадесет годишна възраст се явява и спечелва кастинг, организиран от звукозаписната компания Avex Trax. Подписан е договор с допълнително условие (по нейно желание), първо да завърши обучението си, като междувременно взима уроци по пеене.
След като завършва училище, през 1999 г. Хитоми издава първия си енка сингъл „Ōsaka no onna“. Той е посрещнат добре от критиката, печели няколко награди, но продажбите не оправдават очакванията. Със следващия си сингъл, „Kaihōku“ (2000), Хитоми поема съвсем различен път на развитие, ориентиран към j-pop/денс сцената.
Големият успех идва с „PAPIYON~papillon~“, кавър по „Doesn't Really Matter“ на Джанет Джексън, достигнал над 200 000 продадени копия. Тя е известна на почитателите на аниме и видео игрите с песни като „ANGELUS-ANJERASU-“, използвана като начална тема на Inuyasha, „Falco“ използвана в The Law of Ueki и „Garnet Moon“ – главна тема в играта Another Century's Episode.
Хитоми Шиматани често използва екзотично звучащи (за японците) имена за песните си, като „Perseus“, „Falco“, „Bella Flor“, „La Fiesta“ и т.н. Ранните и творби имат денс/поп/латино звучене, а в последните се усеща влияние от класическата музика, с много оркестрални партии.

## Дискография

### Сингли
- Ōsaka no onna (1999)
- Kaihōku (2000)
- PAPIYON~papillon~ (2001)
- Ichiba ni ikō (2001)
- Yasashii KISU no mitsukekata (2001)
- Shanti (2002)
- Amairo no kami no otome (2002)
- Amairo MAKISHI (2002)
- Itsu no hi ni ka... (2002)
- Akai sabaku no densetsu (2003)
- Genki wo dashite (2003)
- Perseus (2003)
- YUME biyori (2003)
- Viola (single) (2004)
- Jewel of Kiss (2004)
- ANGELUS-ANJERASU-/Z! Z! Z! Zip! Zap! Zipangu! (2004)
- Garnet Moon/Inori (2005)
- ~Mermaid~ (2005)
- Falco (2005)
- Mahiru no tsuki (2005)
- Haru Machibito/Camellia (2006)
- Destiny-Taiyou no Hana-/Koimizu -tears of love (2006)
- Pasio (2006)
- Dragonfly (2007)
- Neva Eva (2007)
- Shinku/Ai no Uta (2007)
- Nakitai Nara (2008)
- WAKE YOU UP/Ame no Hi ni wa Ame no Naka wo Kaze no Hi ni wa Kaze no Naka wo/Marvelous (2008)
- Ame no Hi ni wa Ame no Naka wo Kaze no Hi ni wa Kaze no Naka wo (2008)

### Студийни Албуми
- PAPILLON (2001)
- SHANTI (2002)
- GATE~scena III~ (2003)
- Tsuioku+LOVE LETTER (2004)
- Heart&Symphony (2005)
- PRIMA ROSA (2007)
- Flare (2008)

### Други Албуми
- Poinsettia~Amairo Winter Memories~ (мини албум) (2002)
- Delicious! ～The Best of Hitomi Shimatani～ (сборен албум) (2003)
- crossover (2005)
- Otoko Uta ~cover song collection~ (албум с кавъри) (2007)

## Филмография

### Сериали
- Tetsu niisan (1999)
- Shinjukuzame Koorimai (2001)
- Boku dake no Madonna (2003)
- Damens Walker (2006)

### Филми
- Gekijouban Anime Doraemon "Nobita no wannyan jikuuden" (Voice Actress)
- The Prince Of Tennis – The Movie (2006)